# Anopsicus silvanus
Anopsicus silvanus är en spindelart som beskrevs av Willis J. Gertsch 1982. Anopsicus silvanus ingår i släktet Anopsicus och familjen dallerspindlar.
Artens utbredningsområde är Belize. Inga underarter finns listade i Catalogue of Life.